# Miura Saku

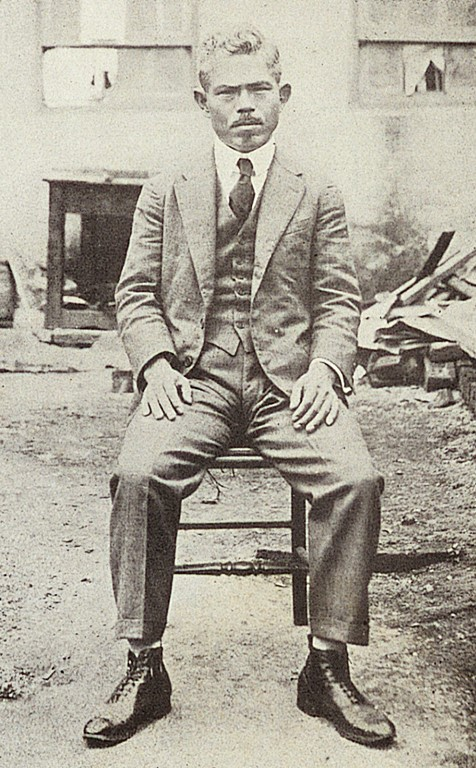
Miura Saku

Miura Saku (japanisch 三浦 鑿; geboren 6. Dezember 1881 in der Präfektur Ehime; gestorben 26. Oktober 1945 in Japan) war ein japanischer Journalist, der in Brasilien aktiv war.

## Leben und Wirken
Miura Saku brach eine Ausbildung an der „Kokumin Eigaku-kai“ (国民英学会) ab. Er war Teilzeitlehrer an einer Mittelschule in Kashiwazaki in der Präfektur Niigata. Es heißt, dass er 1908 mit einem Ausbildungsschiff der brasilianischen Marine nach Brasilien kam. Nachdem er als Judo-Ausbilder gearbeitet hatte, erwarb er 1907 den Zeitungsverlag „Nippaku Shimbun Sha“ (日伯新聞社) und wurde 1919 dessen Präsident. Er war unter den japanischen Emigranten populär für seine antiautoritäre Einstellung und für seine Unterstützung von landwirtschaftlichen Kooperativen, Themen, die er in einem „henaburi“ (へな振) genannten Stil, also unter Verwendung von Modewörtern und Slang, verfasste.
Miuras scharfe Zunge und seine Kritiken gefielen nicht allen Japanern, so dass es zu mehreren Versuchen kam, Miura loszuwerden. Im Mai 1939 ordneten die brasilianischen Behörden ein Erscheinungsverbot der Zeitung an, die Zeitung wurde geschlossen, dann wurde Miura selbst im Juli ausgewiesen. Miura kehrte nach Reisen in Europa nach Japan zurück, wo er häufig von der Militärpolizei festgenommen wurde. Schließlich wurde er im Mai 1945 inhaftiert, wurde aber nach dem Zweiten Weltkrieg von den Alliierten  freigelassen. Er war jedoch während der Haft krank geworden und starb am 26. Oktober.
Zu den Referenzmaterialien gehört eine kritische Biografie von Maeyama Takashi (前山 隆; * 1933) „Fūkyō no Kisha – Burajiru no Shimbunjin Miura Saku no Shogai“  (風狂の記者 – ブラジルの新聞人三浦鑿の生涯) – „Ein rasender Journalist – das Leben des brasilianischen Zeitungsmanns Miura Saku“, die 2002 vom Verlang „Ochanomizu Shobō“ (お茶の水書房) veröffentlicht wurde.